# Trevor Bauer
Trevor Andrew Bauer (Los Angeles, 17 gennaio 1991) è un giocatore di baseball statunitense, lanciatore partente per i Yokohama DeNA BayStars della Nippon Professional Baseball.

## Carriera

### Inizi e Minor League (MiLB)

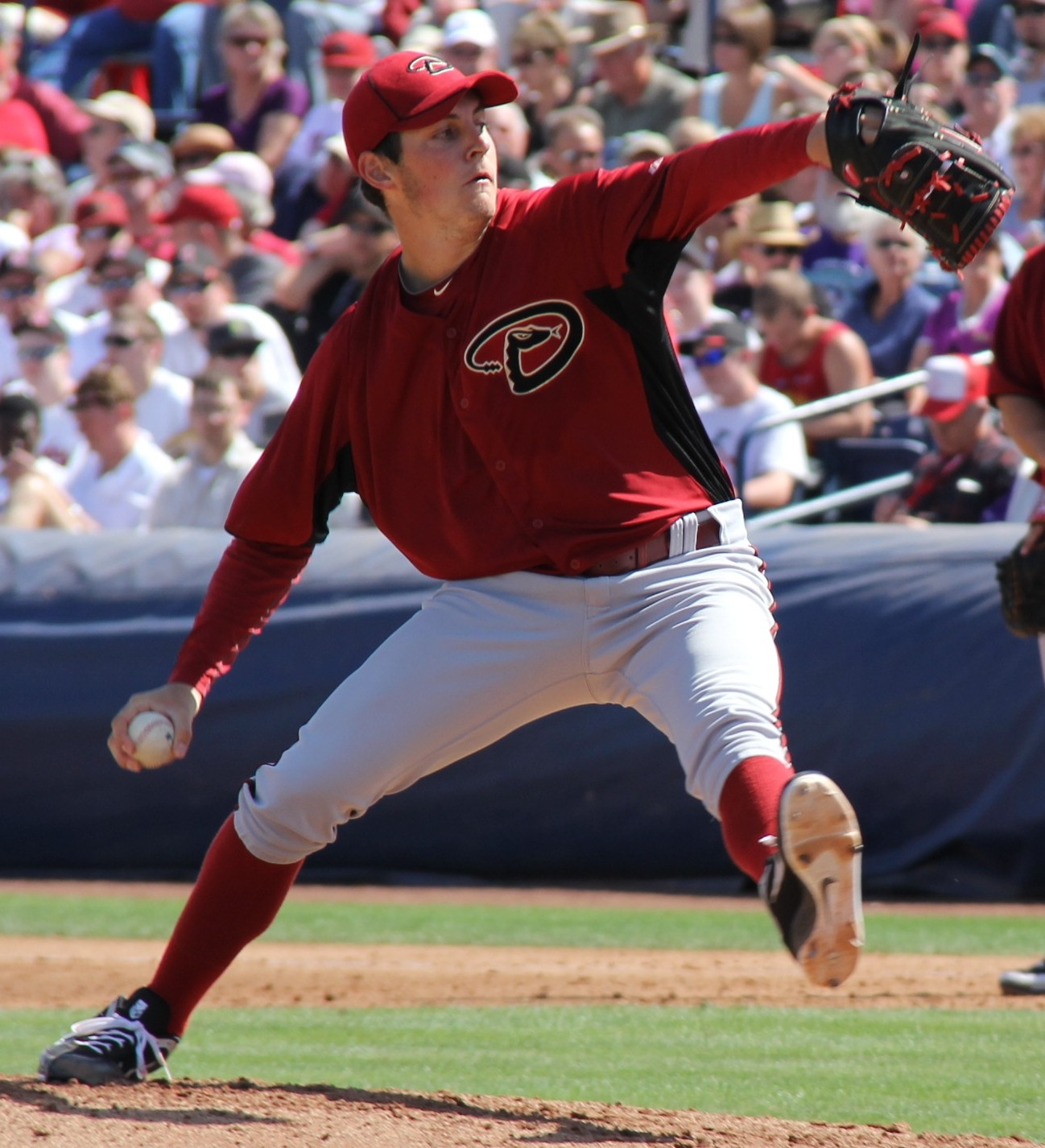
Bauer con i Diamondbacks nel 2012

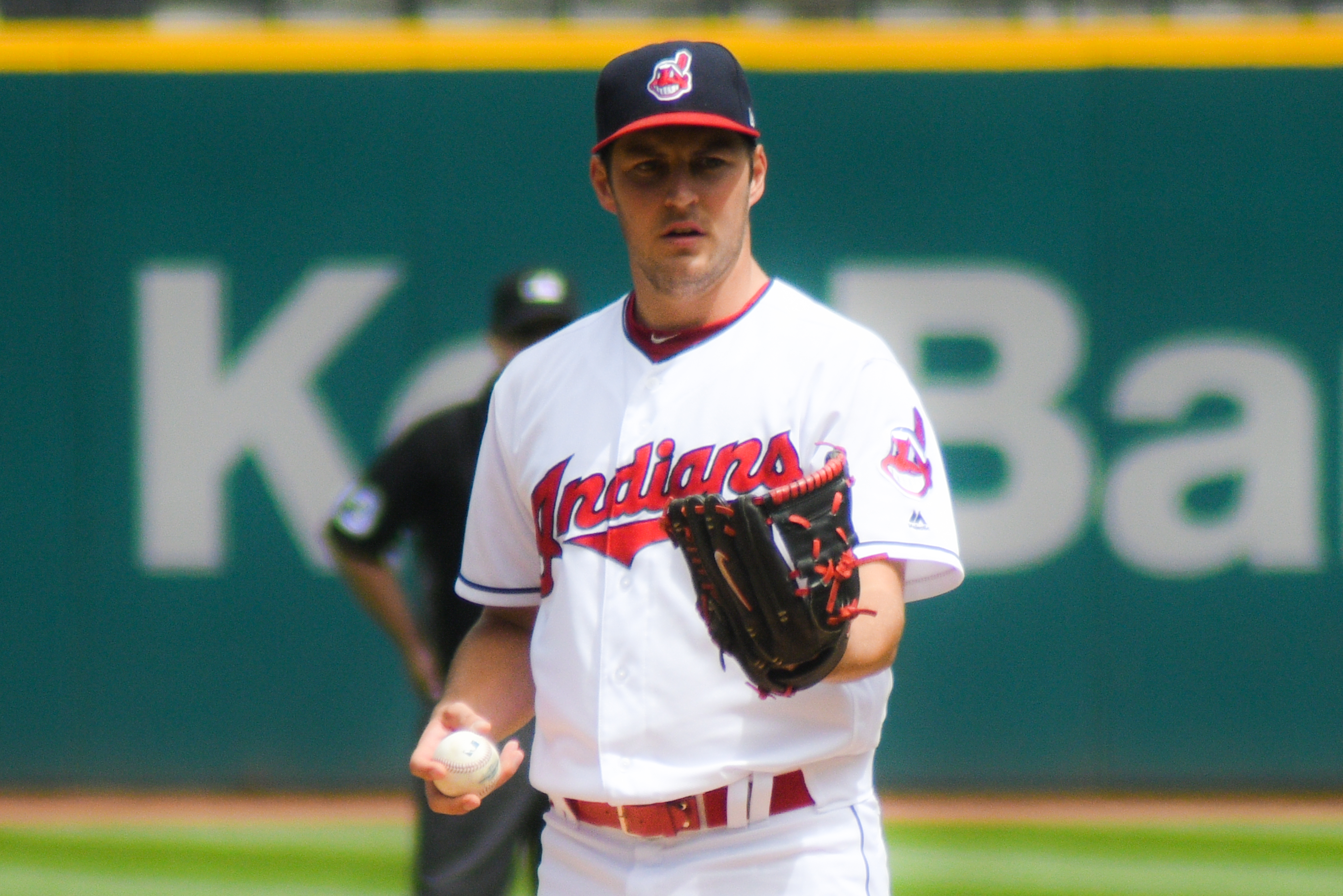
Bauer con gli Indians nel 2017

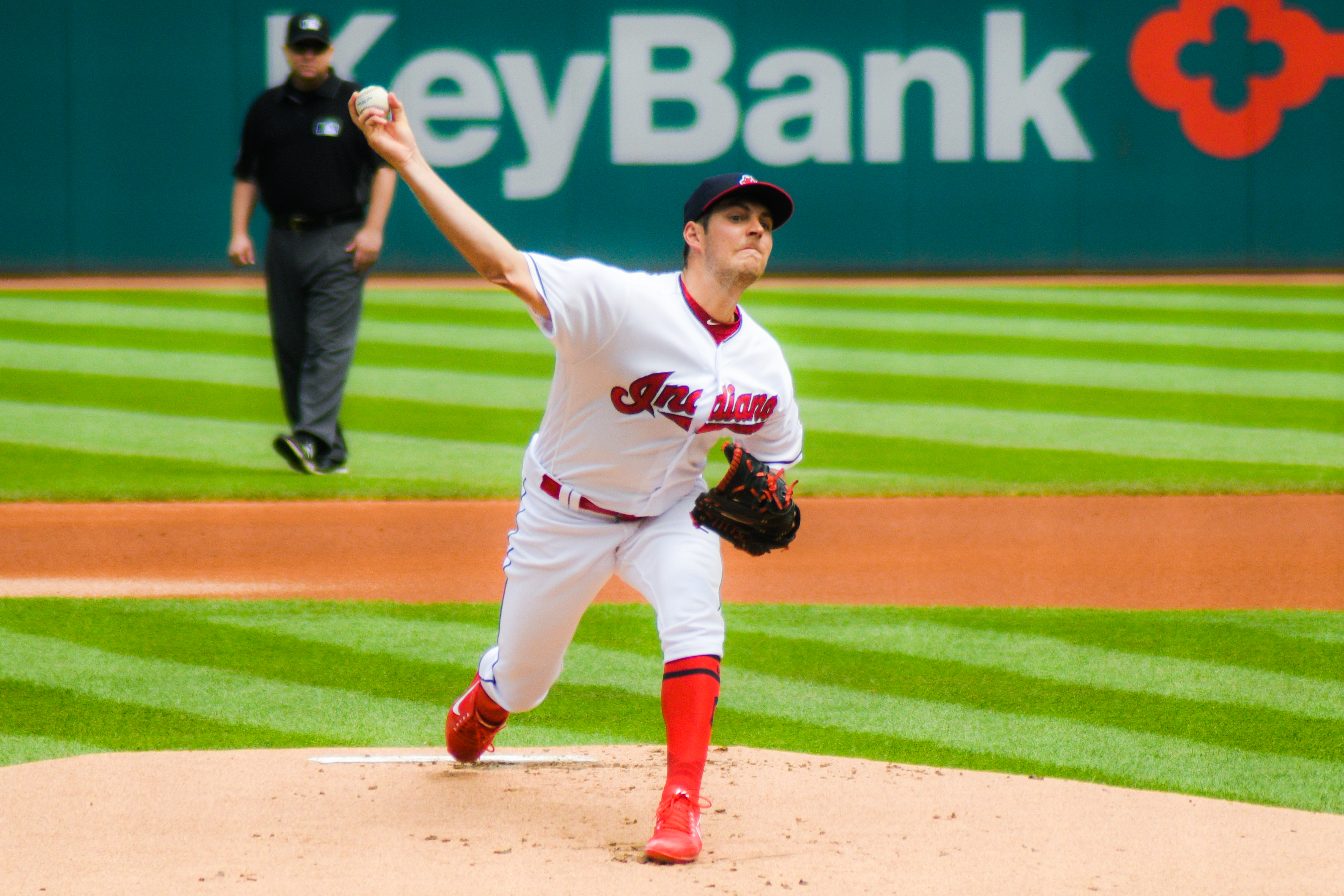
Bauer mentre effettua un lancio nel 2017

Nato nel distretto di North Hollywood a Los Angeles, Bauer crebbe come tifoso dei Los Angeles Dodgers. Frequentò la Hart High School di Santa Clarita e successivamente si iscrisse all'Università della California di Los Angeles. Venne selezionato nel primo turno, come 3ª scelta assoluta del draft MLB 2011, dagli Arizona Diamondbacks, che lo assegnarono alla classe A-avanzata. Il 13 agosto dello stesso anno, venne promosso nella Doppia-A, classe con cui iniziò la stagione 2012. Sempre nel 2012 venne convocato per il All-Star Futures Game.

### Major League (MLB)
Bauer debuttò nella MLB il 28 giugno 2012, al Turner Field di Atlanta contro gli Atlanta Braves. Schierato come lanciatore partente lanciò per 4.0 inning, eliminando tre battitori per strikeout e concedendo cinque valide, tre basi su ball, una base con battitore colpito e due punti. Il 3 luglio nella sua seconda partita, disputata contro i Padres, subì la prima sconfitta, mentre nella terza, disputata l'8 luglio contro i Dodgers, Bauer ottenne la prima vittoria. Concluse la stagione con 4 partite (tutte da partente) disputate nella MLB e 22 nella minor league, di cui 8 nella Doppia-A e 14 nella Tripla-A.
L'11 dicembre 2012, i Diamondbacks scambiarono Bauer, Matt Albers e Bryan Shaw con i Cleveland Indians, ricevendo in cambio Didi Gregorius dai Cincinnati Reds (coinvolti anche loro nello scambio) e Lars Anderson e Tony Sipp dagli Indians.
Nel 2013 giocò nella MLB lo stesso numero di partite della stagione precedente, quattro, tutte da partente, ottenendo nuovamente una vittoria e due sconfitte. Nella minor league giocò 22 partite, tutte nella Tripla-A.
Nel 2014 disputò 26 partite nella MLB e 7 nella Tripla-A.
Il 16 giugno 2015 durante un incontro con i Cubs, Bauer colpì la sua prima valida di carriera. La stagione 2015 fu la prima di Bauer giocata interamente in Major League.
Appassionato e collezionista di droni, nell'ottobre 2016 Bauer si ferì il dito mignolo della mano destra con l'elica di un drone mentre tentava di ripararlo. La ferita necessitò di 10 punti di sutura e il giocatore saltò l'inizio del post-stagione. Scese in campo nella gara 1 e nella gara 3 dell'ALCS, ma in quest'ultima dovette abbandonare il campo a causa della riapertura della ferita. Bauer giocò anche durante le World Series nella gara 2 e 5, subendo in entrambi i casi, una sconfitta.
Il 4 aprile 2019 contro i Blue Jays, Bauer lanciò sette inning senza concedere valide. Totalizzò infine otto strikeout, concesse sei basi su ball e colpì un battitore con un lancio.
Il 31 luglio 2019, gli Indians scambiarono Bauer con i Cincinnati Reds, ottenendo in cambio Logan Allen, Franmil Reyes e il giocatore di minor league Victor Nova dai San Diego Padres (che ricevette il giocatore di minor league Taylor Trammell dai Reds) e Yasiel Puig e il lanciatore di minor league Scott Moss dai Reds. Bauer divenne free agent dopo la fine della stagione 2020, annata che lo vide imporsi come il lanciatore con la media PGL più bassa di tutta la National League di quell'anno (1,73) tanto da ricevere il Cy Young Award.
L'11 febbraio 2021, Bauer firmò un contratto triennale dal valore complessivo di 102 milioni di dollari con i Los Angeles Dodgers. Tra il mese di aprile e quello di giugno lanciò in 17 partite di regular season, con un record di 8-5 e una media PGL di 2,59. Il 2 luglio 2021, la MLB mise Bauer in congedo amministrativo retribuito a seguito della denuncia di una giovane donna che accusava il lanciatore di avere avuto un comportamento violento non consensuale durante una relazione sessuale. Nel febbraio 2022, l'ufficio del procuratore distrettuale di Los Angeles dichiarò che non avrebbe avviato un procedimento penale contro Bauer. Il 29 aprile 2022, la MLB annunciò che, da quel giorno, il congedo amministrativo di Bauer si sarebbe trasformato in una sospensione non retribuita per le successive 324 partite, l'equivalente di due stagioni, nonostante egli non fosse mai stato arrestato o condannato. Il 22 dicembre 2022, un arbitro indipendente ridusse la sospensione di Bauer da 324 a 194 partite, decisione che comportò il suo reintegro con effetto immediato. Tra il periodo di congedo amministrativo e la sospensione del 2022, Bauer saltò complessivamente 243 partite.

## Palmares
- MLB All-Star: 1

2018
- Cy Young Award: 1

2020
- Capoclassifica in media PGL: 1

NL: 2020
- Lanciatore del mese: 1

NL: settembre 2020
- Giocatore della settimana: 1

AL: 16 giugno 2019